# Kahveci, Kozluk
Kahveci là một xã thuộc huyện Kozluk, tỉnh Batman, Thổ Nhĩ Kỳ.